# Lekkoatletyka na Letnich Igrzyskach Paraolimpijskich 2012 – 400 metrów T46 mężczyzn
W biegu na 400 metrów kl. T46 mężczyzn podczas Letnich Igrzysk Paraolimpijskich 2012 rywalizowało ze sobą 13 zawodników. W konkursie udział wzięli sportowcy z jedną ręką amputowaną powyżej łokcia.

## Wyniki

### Eliminacje
Bieg 1
| Poz. | Zawodnik             | Narodowość    | Rezultat | Uwagi |
| ---- | -------------------- | ------------- | -------- | ----- |
| 1    | Günther Matzinger    | Austria       | 49,91    | Q     |
| 2    | Yohansson Nascimento | Brazylia      | 50,18    | Q     |
| 3    | Antonis Aresti       | Cypr          | 50,30    | Q     |
| 4    | Xie Hexing           | Chiny         | 50,74    | q     |
| 5    | Samuel Colmenares    | Wenezuela     | 51,31    |       |
| 6    | Aleksiej Kotłow      | Rosja         | 51,52    |       |
| 7    | Cesar Lopes Cardoso  | Gwinea Bissau | 55,08    |       |

Bieg 2
| Poz. | Zawodnik                                  | Narodowość               | Rezultat | Uwagi |
| ---- | ----------------------------------------- | ------------------------ | -------- | ----- |
| 1    | Hermas Muvunyi                            | Rwanda                   | 49,75    | Q     |
| 2    | Pradeep Sanjaya Uggl Dena Pathirannehelag | Sri Lanka                | 49,82    | Q     |
| 3    | Addoh Kimou                               | Wybrzeże Kości Słoniowej | 50,17    | Q     |
| 4    | Emicarlo Souza                            | Brazylia                 | 50,40    | q     |
| 5    | Tshepo Bhebe                              | Południowa Afryka        | 52,24    |       |
| 6    | Yao Jianjun                               | Chiny                    | 54,37    |       |

### Finał
| Poz. | Zawodnik                                  | Narodowość               | Rezultat | Uwagi |
| ---- | ----------------------------------------- | ------------------------ | -------- | ----- |
| 1    | Günther Matzinger                         | Austria                  | 48,45    |       |
| 2    | Yohansson Nascimento                      | Brazylia                 | 49,21    |       |
| 3    | Pradeep Sanjaya Uggl Dena Pathirannehelag | Sri Lanka                | 49,28    |       |
| 4    | Antonis Aresti                            | Cypr                     | 49,59    |       |
| 5    | Hermas Muvunyi                            | Rwanda                   | 49,59    |       |
| 6    | Emicarlo Souza                            | Brazylia                 | 50,74    |       |
| 7    | Xie Hexing                                | Chiny                    | 1:01,80  |       |
|      | Addoh Kimou                               | Wybrzeże Kości Słoniowej | DQ       |       |